# Бреговете на Сирт
„Бреговете на Сирт“ (на френски: Le Rivage des Syrtes) е роман на френския писател Жулиен Гракх, издаден през 1951 година.
Сюжетът описва лишения от събития живот в изолирано укрепление на границата на две воюващи от столетия измислени държави в Средиземноморието, и желанието на главния герой да провокира възобновяването на сраженията и вероятното поражение на собствената му страна, само за да сложи край на съществуващото положение. Авторът получава за романа наградата „Гонкур“, която отказва да приеме в знак на протест срещу комерсиализацията на световната литература.
„Бреговете на Сирт“ е издаден на български през 1995 година в превод на Мария Коева.